# Argument del lliure albir

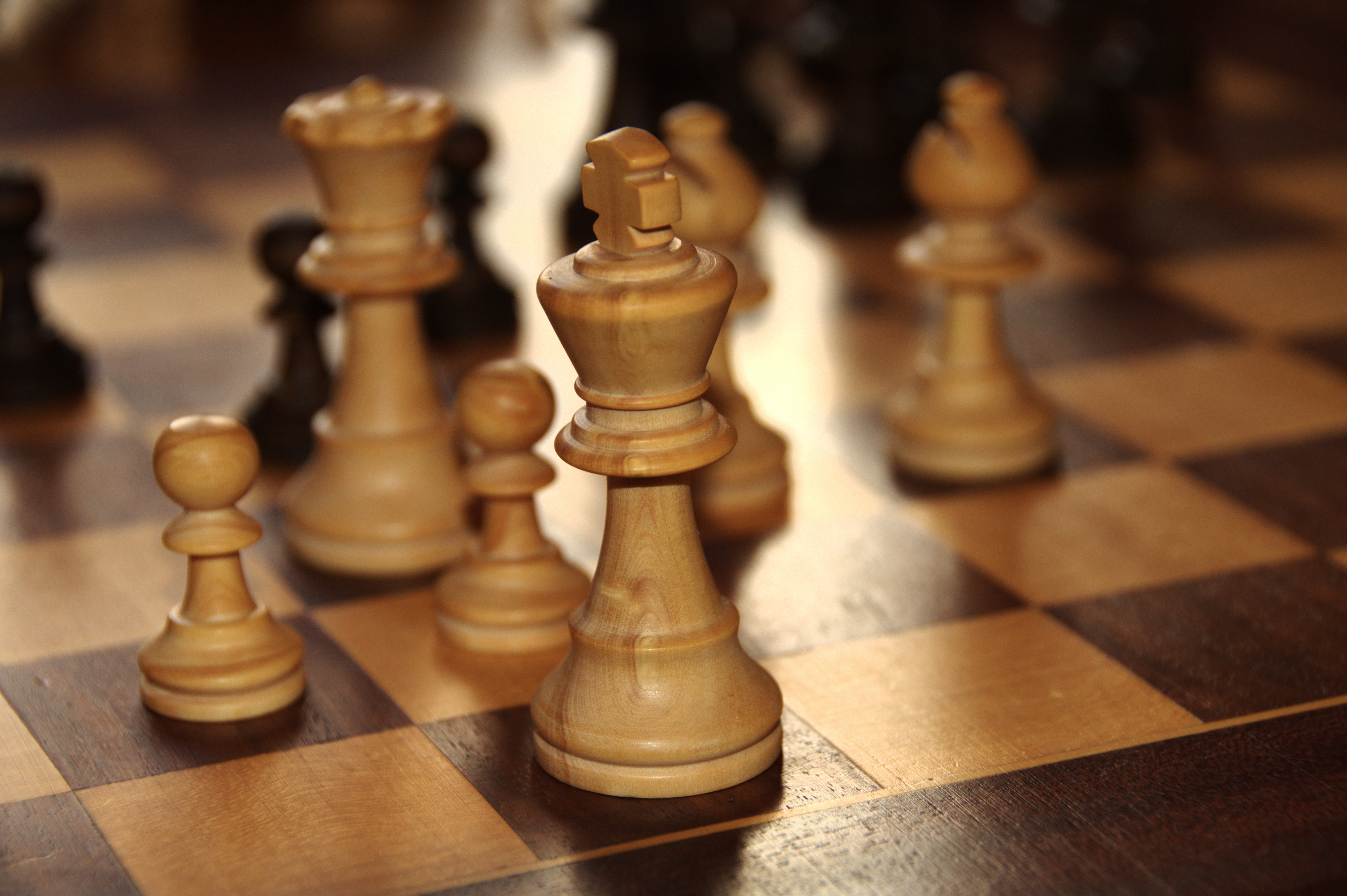
Si déu creà el joc, les seues regles i els jugadors, com pot ser lliure qualsevol jugador?

L'argument del lliure albir, també anomenat paradoxa del lliure albir i fatalisme teològic, afirma que l'omnisciència i el lliure albir són incompatibles i que qualsevol concepció de déu que incloga totes dues propietats és, per això, contradictòria. L'argument se centra en la incoherència que les persones tinguen la capacitat de lliure albir o, fins i tot que déu tinga lliure albir. Aquests arguments estan fondament connectats amb les implicacions de la predestinació i sovint es fan ressò de l'"argument estàndard contra el lliure albir".

## Omnisciència i lliure albir
Es poden trobar versions d'aquest argument en Ciceró contra el fatalisme implícit en la doctrina estoica del coneixement previ diví.
| «                                   | "Si hi ha lliure albir, totes les coses no ocorren segons el destí; si totes les coses no ocorren segons el destí, no hi ha un cert ordre de causes; i si no hi ha un cert ordre de causes, tampoc hi ha un cert ordre de coses conegut per déu". | » |
| — De natura deorum. I, XXV, 69 i 70 | |   |

Maimònides formulà un argument concernent al lliure albir d'una persona en els termes tradicionals d'accions bones i roïnes, així:
| « | "¿Déu sap o no sap si un cert individu serà bo o roí? Si hi respons "Ho sap", aleshores necessàriament l'individu està obligat a actuar com déu sabia abans que actue, si no el coneixement de déu seria imperfecte..." | » |

Una formulació lògica d'aquest argument podria ser aquesta:
1. Déu coneix l'opció "C" que un humà afirmaria que "faria lliurement".
2. Ara cal que C ocórrega.
3. Si ara cal que C ocórrega, llavors C no pot ser d'una altra manera (aquesta és la definició de "necessari"). Això és, no hi ha altres "possibilitats" reals a causa de la predestinació.
4. Si no es pot fer el contrari quan s'actua, no s'actua lliurement (principi de possibilitats alternatives)
5. Per tant, quan fas un acte, no el faràs lliurement.

El filòsof nord-americà Kenneth Einar Himma considerà que l'omnisciència i l'omnipotència són incompatibles amb el concepte de lliure albir:
1. Si déu és omniscient, llavors déu sap el que cada persona farà a cada moment (t).
2. Una persona (p) té lliure albir.
3. Una persona té lliure albir si hi ha almenys un moment (t) en què la persona fa una acció (A), però en podria haver fet una altra de diferent.
4. Si una persona que fa una acció (A) en un moment (t), té la capacitat de fer-ne una altra (A) en el moment t.
5. Llavors la persona té la capacitat d'aconseguir que un déu omniscient tinga una creença falsa, i això és clarament impossible.

Això és contradictori, ja que l'omnipotència implica el poder de crear éssers lliures, però l'omnisciència exclou la possibilitat que aquests éssers existisquen. Per això, un ésser omniscient manca de la capacitat de crear éssers lliures i, per tant, no és omnipotent. Per contra, un ésser omnipotent té el poder de crear éssers lliures i, per això, no sap què farien aquests éssers si existissen. La Stanford Encyclopedia of Philosophy ho descriu amb el seu "argument bàsic per al fatalisme teològic":
1. Ahir déu creu infaliblement en T .
2. Si E va succeir en el passat, llavors ara cal que E ocórrega.
3. Aleshores ara és necessari que ahir déu cregués en T. [1, 2]
4. Si ahir déu creia en T, llavors implica necessàriament T.
5. Si p és ara necessari, i p implica necessàriament q, llavors q és ara necessari.
6. Per tant, és necessari que ocórrega T. [3,4,5]
7. Si ara T és necessari, llavors no pots fer una altra cosa que contestar al telèfon demà a les 9 del matí.
8. Per tant, no pots fer altra cosa que contestar al telèfon demà a les 9 del matí. [6, 7]
9. Si no pots fer una altra cosa quan realitzes un acte, no actues lliurement.
10. Per tant, quan contestes al telèfon demà a les 9 del matí, no ho faràs lliurement. [8, 9]

## Argument contra l'existència de déu
Dan Barker indica que això pot conduir a un "argument de lliure albir per a la inexistència de déu" sobre la base que l'omnisciència de déu és incompatible que aquest tinga lliure albir; i si déu no té lliure albir, no és un ésser personal. Els teistes solen estar d'acord que déu és un ésser personal i omniscient; hi ha, però, un cert desacord sobre si "omniscient" significa:
1. "sap tot el que déu tria saber i això és lògicament possible saber-ho"; o en el seu lloc el lleument més fort:
2. "sap tot el que és lògicament possible saber"

Aquests dos termes es denominen omnisciència inherent i total, respectivament.

## Respostes
Una resposta a aquest argument és negar que la proposició T tinga valor de veritat perquè cap proposició sobre el futur contingent té valor vertader. Aristòtil ho argumentà en De la interpretació.
Agustí d'Hipona advocà pel lliure albir, però només com a compatible amb el coneixement previ de déu. Resol el problema del mal culpant-ne l'ésser humà.
| « | Déu ha d'haver donat lliure albir a l'ésser humà. El coneixement previ de déu no s'oposa a la nostra lliure elecció. | » |

| « | Déu sap per endavant totes les coses. Ell n'és la causa, però no és la causa de tot el que coneix per endavant. No és la causa maligna d'aquests actes, tot i que se'n revenge justament. Per tant, ho pot entendre, que déu justament castiga els pecats, perquè no fa les coses que sap que succeiran. | » |

Norman Swartz sosté que els anteriors arguments són una fal·làcia modal: suposen que si C és vertader, és necessari que C siga vertader, i això és incorrecte perquè C és contingent (vegeu lògica modal). Si no, es podria argumentar que el futur ja és establert independentment de les accions.